# Моисей (Жаркович)
Архимандрит Моисей (серб. Архимандрит Мојсије, в миру Станислав Жаркович, серб. Станислав Жарковић; 10 февраля 1923, Валево, Королевство Югославия — 21 марта 2010, Хиландар) архимандрит Константинопольского патриарха, игумен монастыря Хиландар.

## Биография
Станислав Жаркович родился 10 февраля 1923 года в Каменице под Валево в благочестивой семье Светозара и Зорки Жаркович. На его духовное становление особое влияние оказали богомольческое движение и личность Николая (Велимировича). Перед Второй мировой войной он поступил в монастырь Жича и как послушник духовно возрастал рядом с Жичским святителем
В 1947 году он принял монашеский постриг. В 1949 году на праздник Рождества Христова рукоположён во иеромонахи. С 1964 года состоял в братии монастыря Хиландар на Афоне.
С 1986 года входил в Священный собор монастыря. Много лет нёс послушание антипросопа — представителя монастыря в Карье. Избран 24 ноября 1992 года братией монастыря Хиландар игуменом это святой обители. 5 декабря принял на себя духовное руководство братией.
Во время его настоятельства обитель отпраздновала свое 800-летие. В 1990-х годах он духовно воспитал целое поколение монахов, утверждая их своей кротостью и личным примером. Отец Моисей пользовался особым уважением со стороны братии и подвижников Святой горы.
Умер 21 марта 2010 года в Хиландаре. Архимандрит Моисей похоронен 22 марта в монастыре Хиландар.